# Alto Paraguay
Alto Paraguay is een departement van Paraguay. Het heeft een oppervlakte van 82.349 km² en 11.151 inwoners (2012); voor 2016 is de prognose 16.897 inwoners. De hoofdstad is Fuerte Olimpo. Het huidige departement ontstond in 1992 uit een fusie uit de oudere departementen Chaco en Alto Paraguay.

## Bestuurlijke indeling
Het departement is verdeeld in vier districten.
| Nr. | District                | Inwoners | Oppervlakte |
| --- | ----------------------- | -------- | ----------- |
| 1   | Bahía Negra             | 2.768    | 35.057 km²  |
| 2   | Capitán Carmelo Peralta | 4.402    | 4.798 km²   |
| 3   | Fuerte Olimpo           | 4.586    | 24.271 km²  |
| 4   | Puerto Casado           | 5.439    | 18.223 km²  |